# Isaak Kalàixnikov
Isaak (o Isaac) Markovitch Kalàixnikov (rus: Исаак Маркович Халатников) (Dniprò, 17 d'octubre de 2019 - Txernogolovka, 9 de gener de 2021 va ser un dels principals físics soviètics, conegut per al seu paper en el desenvolupament de la conjectura BKL en relativitat general. És guanyador del premi Stalin de 2a classe per a la seva contribució al desenvolupament de RDS-6s i RDS-5 l'any 1953.

## Biografia
Isaac Kalàixnikov es va diplomar en física, obtenint el doctorat l'any 1952 per la Universitat d'Estat de Dnipropetrovsk des de 1941. Era membre del Partit Comunista de la Unió Soviètica des de 1944. La seva dona era filla de l'heroi de la Revolució Nikolai Xtxors.
La part més gran de les investigacions de Kalàixnikov es van fer en col·laboració o inspirada per Lev Landau, compresa la teoria Landau-Kalàixnikov del Superfluid.
L'any 1970, inspirat pel model mixmaster presentat per Charles W. Misner, llavors a la Universitat de Princeton, Kalàixnikov, amb Vladimir Belinsky i Ievgueni Lífxits, va presentar el que és conegut com la conjectura BKL, que és àmpliament considerat com un dels problemes més rellevants de la teoria clàssica de la Gravetat.
Kalàixnikov va dirigir l'Institut Landau de física teòrica a Moscou de 1965 a 1992. Va ser elegit a l'Acadèmia de les ciències soviètica l'any 1984. Va rebre els Premis Landau, Alexander von Humboldt i Marcel Grossman, i és membre estranger de la Reial Society of London.